# Siboglinum holmei
Siboglinum holmei är en ringmaskart som beskrevs av Southward 1963. Siboglinum holmei ingår i släktet Siboglinum och familjen skäggmaskar. Inga underarter finns listade i Catalogue of Life.